# وارد أونيل
وارد أونيل (بالإنجليزية: Ward O'Neill)‏ هو رسام كارتون أسترالي، ولد في 1951.